# Kommissarie Lestrade

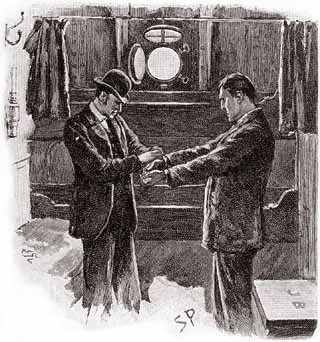
Lestrade arresterar en misstänkt i novellen Pappkartongen. Illustration av Sidney Paget.

Kommissarie G Lestrade är en fiktiv polisdetektiv på Scotland Yard som förekommer i flera av berättelserna om Sherlock Holmes av Arthur Conan Doyle.
Doyle hämtade namnet från en bekant från sin studietid på Edinburghs universitet, en student från Saint Lucia som han ogillade. I novellen Pappkartongen avslöjas det att Lestrades första initial är G, vilket möjligen är en referens till Poes novell Det stulna brevet, där polisprefekten som bara presenteras som "monsieur G." lägger fram fakta i fallet för detektiven Dupin.
Lestrade beskrivs som en mager, gulblek karl med råttansikte och mörka ögon. Han gör entré i den första av berättelserna om Holmes, En studie i rött.
Lestrade är svår att sätta fingret på som karaktär. Han visar otålighet mot Holmes, samtidigt som han är vänlig mot klienterna i fallen. Han uppträder trevligt mot doktor Watson, men Watson beskriver honom ofördelaktigt i berättelserna. Han framstår inte som bildad, och använder ofta arbetarklasspråk. 

## Lestrades medverkan i Holmesberättelserna
| Fall                              | Fallets datum | Publiceringsår |
| --------------------------------- | ------------- | -------------- |
| En studie i rött                  | 1881          | 1887           |
| Pappkartongen                     | 1888          | 1893           |
| Den ogifte lorden                 | 1888          | 1892           |
| Mysteriet i Boscombe Valley       | 1889          | 1891           |
| Baskervilles hund                 | 1889          | 1901           |
| Det tomma huset                   | 1894          | 1903           |
| Den andra fläcken                 | 1888          | 1905           |
| Byggmästaren i Norwood            | 1894          | 1903           |
| Bruce-Partingtons undervattensbåt | 1895          | 1908           |
| Charles Augustus Milverton        | 1899          | 1904           |
| De sex napoleonbysterna           | 1900          | 1904           |
| Lady Frances Carfax försvinnande  | 1901          | 1911           |
| Tre herrar Garrideb               | 1902          | 1924           |